# Luis Moreno Ocampo

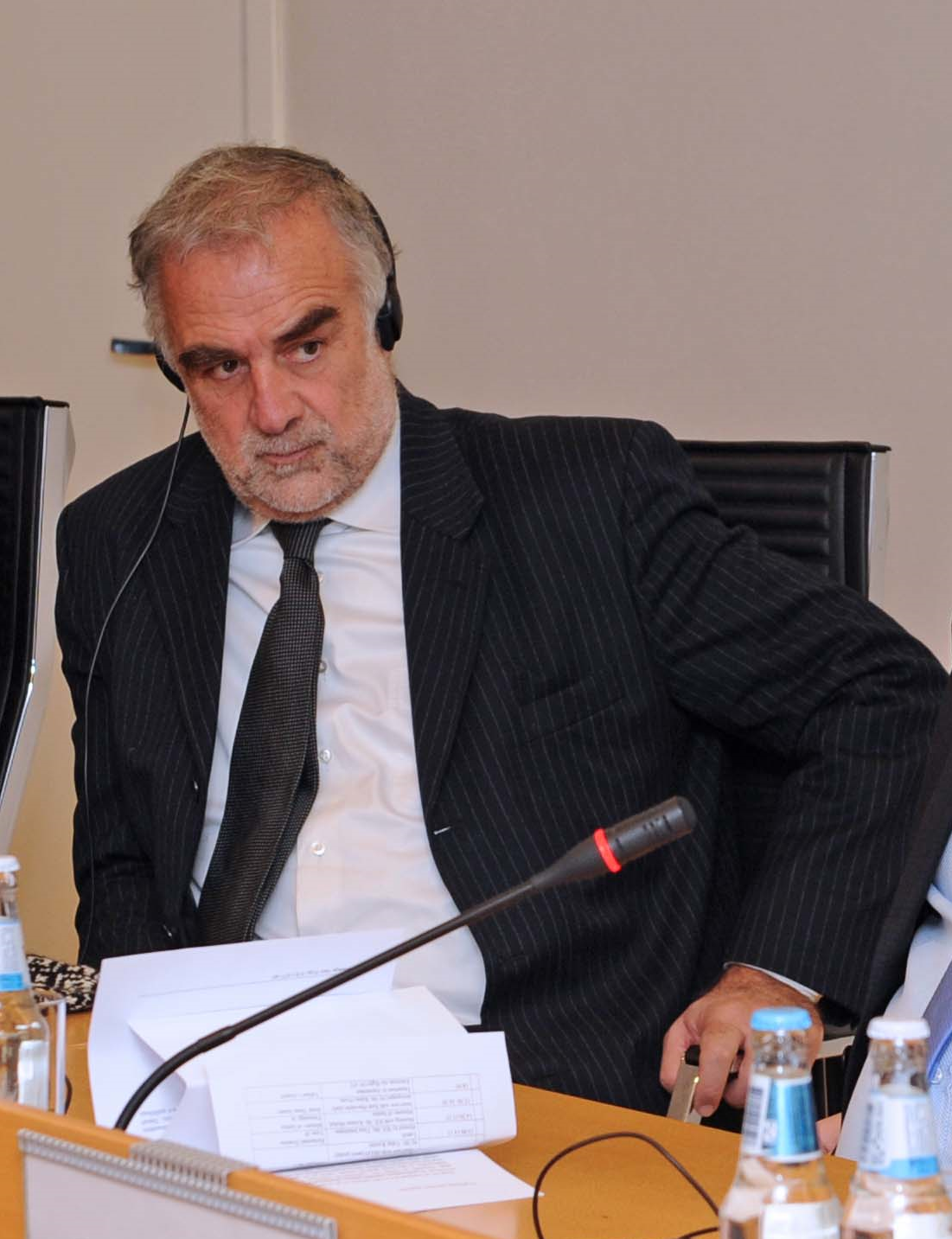
Luis Moreno Ocampo (2012)

Luis Moreno Ocampo (* 4. Juni 1952 in Buenos Aires, Argentinien) war von Juni 2003 bis Juni 2012 Chefankläger des Internationalen Strafgerichtshofs (IStGH) in Den Haag.

## Leben
Moreno Ocampo stammt mütterlicherseits aus einer Familie, die dem Militär nahe stand; auch während der Militärdiktatur 1976–1983. Er absolvierte ein Studium der Rechtswissenschaft an der juristischen Fakultät der Universidad de Buenos Aires, das er 1978 mit der Promotion abschloss.
1985 stand er als Assistent dem Staatsanwalt Julio Strassera während des ersten Prozesses gegen die Oberbefehlshaber der argentinischen Militärdiktatur zur Seite. Von 1987 bis 1992 war er Generalstaatsanwalt von Buenos Aires und klagte die Verantwortlichen für den verlorenen Falklandkrieg an.
Aus Protest gegen die Verhinderung weiterer Strafprozesse gegen die Verantwortlichen der Diktatur schied Ocampo aus dem Staatsdienst aus. Er versuchte sich in der Folge als Fernsehrichter und verteidigte als Anwalt vor Gericht unter anderem den früheren Fußballstar Diego Maradona und den ehemaligen Wirtschaftsminister Domingo Cavallo. Im Jahre 1987 gründete er die Stiftung Poder Ciudadano, die sich unter seiner Leitung gegen Korruption, für Transparenz in staatlichen Angelegenheiten und Bürgerrechte einsetzt, und später ein Chapter von Transparency International wurde. Moreno Ocampo selbst wurde Beirats-Mitglied von Transparency International.
Moreno Ocampo arbeitete als Professor der Rechtswissenschaften an der Universidad de Buenos Aires und unterrichtete an den Universitäten von Yale und Harvard in den Vereinigten Staaten.
Im Sommer 2003 folgte er dem Ruf zum Chefankläger des neu gegründeten Internationalen Strafgerichtshofs. 2008 beantragte er einen Haftbefehl gegen einen amtierenden Staatschef, den sudanesischen Präsidenten Omar al-Baschir, wegen Völkermords, Verbrechen gegen die Menschlichkeit und Kriegsverbrechen im Rahmen des Darfur-Konflikts. Dem Antrag auf Haftbefehl wurde am 4. März 2009 durch die Trial Chamber I des IStGH wegen Kriegsverbrechen stattgegeben. Es handelte sich um den ersten Haftbefehl gegen ein amtierendes Staatsoberhaupt in der Geschichte des IStGH. In weiteren Verfahren am Internationalen Strafgerichtshof klagte er gegen Laurent Gbagbo (Côte d’Ivoire), Joseph Kony (Uganda) und Jean-Pierre Bemba (DR Kongo).
Im Juni 2012 folgte ihm seine Stellvertreterin, die gambische Juristin und frühere Justizministerin Fatou Bensouda, in das Amt des Chefanklägers.
Als Anwalt für den irakischen Milliardär Hassan Tatanaki half er, dass dieser einer Anklage durch den Strafgerichtshof unter seiner Nachfolgerin Bensouda entging. Laut dem Europäischen Recherchenetzwerk EIC und dem Spiegel erhielt er dafür 750.000 USD.
Moreno Ocampo bestätigte auch, dass er bzw. seine Familie  mehrere Briefkastengesellschaften an Offshore-Finanzplätzen unterhielten – dies sei legal gewesen.
Moreno Ocampo ist seitdem in einer großen New Yorker Anwaltskanzlei tätig. Er berät u. a. die Weltbank.
Im Spielfilm Argentinien, 1985 – Nie wieder (2022) über den Prozess gegen die Oberbefehlshaber der argentinischen Militärdiktatur wurde Ocampos Rolle vom argentinischen Schauspieler Peter Lanzani übernommen.